# Ormes, Eure
Ormes är en kommun i departementet Eure i regionen Normandie i norra Frankrike. Kommunen ligger i kantonen Conches-en-Ouche som tillhör arrondissementet Évreux. År 2022 hade Ormes 460 invånare.

## Befolkningsutveckling
Antalet invånare i kommunen Ormes
Referens:INSEE